# 4219 Nakamura
A 4219 Nakamura (ideiglenes jelöléssel 1988 DB) a Naprendszer kisbolygóövében található aszteroida. Inoue Maszaru és Muramacu Oszamu fedezte fel 1988. február 19-én.